# Maison natale de Paul Verlaine
La Maison natale de Paul Verlaine est située dans la ville de Metz, dans la région Grand Est.
L'immeuble est situé au no 2 de la rue Haute-Pierre. C'est au premier étage que se trouve l'appartement où est né l'écrivain et poète français Paul Verlaine le 30 mars 1844.
Le 15 décembre 2011, l'appartement est racheté par l'Association des Amis de Verlaine, présidée par Bérangère Thomas, grâce à différents financements publics et privés. Elle est  labellisée Maison des Illustres depuis 2019. Dans une ambiance Second Empire, une exposition permanente relate la vie et l’œuvre du Prince des poètes, depuis sa naissance à Metz jusqu'à sa mort à Paris le 8 janvier 1896, mais aussi son époque dans un contexte national et local. Une riche iconographie et des documents anciens sont présentés. Une exposition temporaire relative aux arts, aux lettres et aux contemporains de Paul Verlaine est annuellement organisée.

## Histoire et description

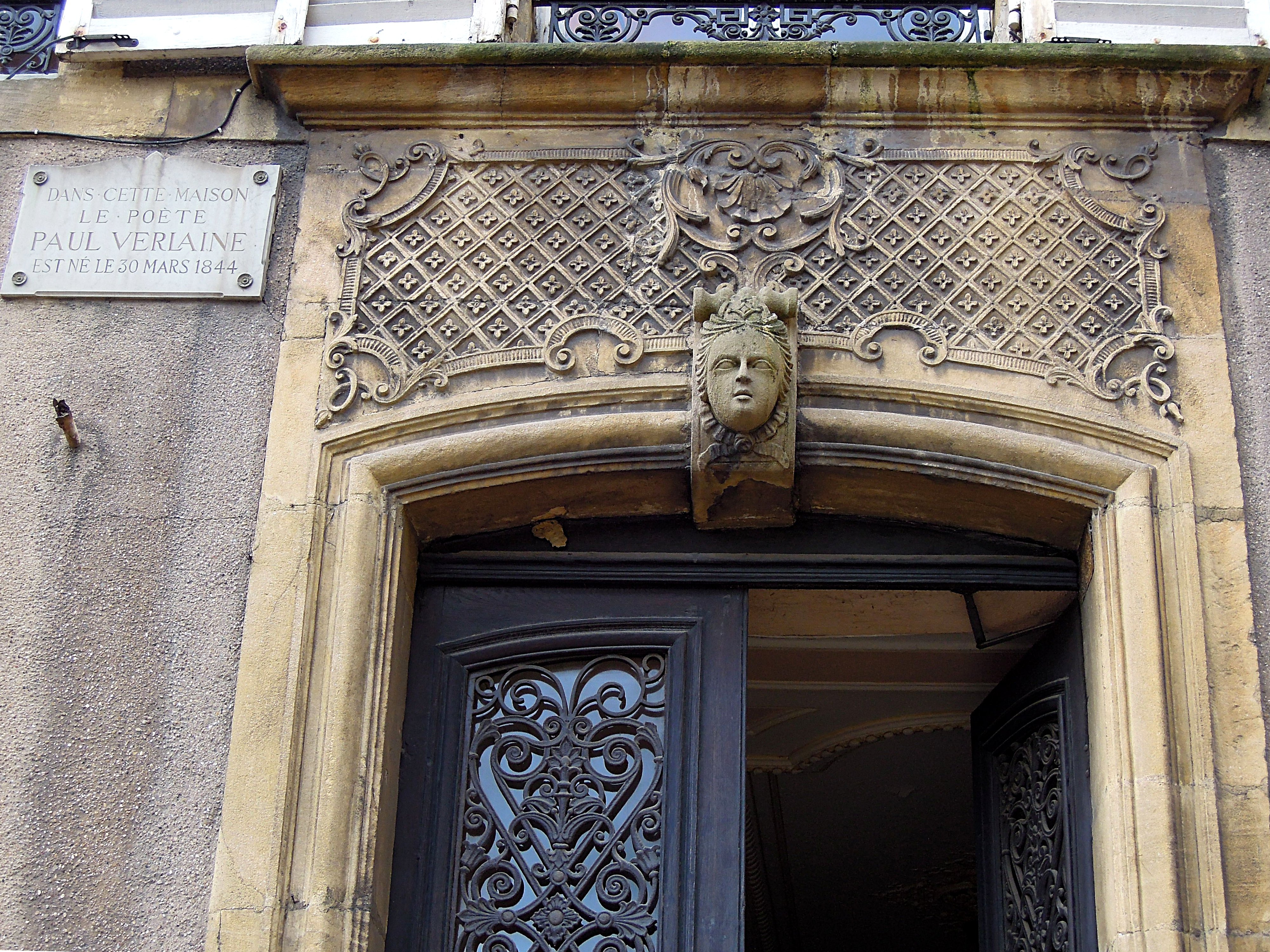
Plaque commémorative et entrée.

Paul Verlaine naît le 30 mars 1844 à Metz, par un "hasard de garnison" comme il se plait à dire. Son père capitaine adjudant major au deuxième génie y séjournera  deux fois. L'enfance de Verlaine à Metz se résume à 34 mois avant le départ définitif de ses parents à Paris. La naissance à Metz revêt cependant une importance considérable pour le poète dans le contexte de l'annexion qui suivra la défaite de la France contre la Prusse après la guerre de 1870-71. Verlaine se révèle patriote et chauvin. Il choisit de rester français. L’attachement à ses racines messines s'exprime dans un grand poème intitulé "Metz" écrit en septembre 1892 qui deviendra en 14-18[pas clair] Ode à Metz.
Le bâtiment est une maison de trois étages avec une porte d'entrée style Louis XV datant du XVIIIe siècle. La façade et le portail de la maison sont inscrits au titre des monuments historiques depuis 1978. 

## La Maison d'écrivain
L'appartement situé au premier étage est devenu un lieu muséologique membre de la Fédération nationale des Maisons d'écrivains et des patrimoines littéraires.
La vie et l’œuvre de Paul Verlaine y sont retracés dans un cadre semblable à celui dans lequel l'auteur a vécu. L'exposition se répartit en quatre grandes pièces qui abordent : l'origine lorraine et messine, les événements à la gloire de Verlaine, la jeunesse parisienne et les débuts de l'homme de lettres, et enfin la postérité du poète.

## Activités
En dehors des visites guidées ou libres de la Maison de Verlaine, L'association des Amis de Verlaine organise un programme annuel  d'expositions dont plusieurs ont été consacrées au peintre Hubert Pauget qui travaille autour de Verlaine et Rimbaud, de salons littéraires "carte blanche à un poète",  de conférences "à la lumière d'une œuvre", mais aussi des concerts "poésie et musique".  
L'association organise également le "Concours de poésie Paul Verlaine" depuis 2002. Ce concours valorise la pratique de l'écriture poétique comme un art vivant. Il est ouvert à tous les poètes d'expression française et comporte une catégorie "Jeune espoir"  et "Junior" afin d'encourager à l'écriture et découvrir de nouveaux talents.
Depuis 2010, l'Association édite une revue, L'Actualité Verlaine,, et publie des contributions  traitant de la littérature du XIXe siècle, des analyses des œuvres de Verlaine, des témoignages, mais également les poèmes primés au concours de poésie.

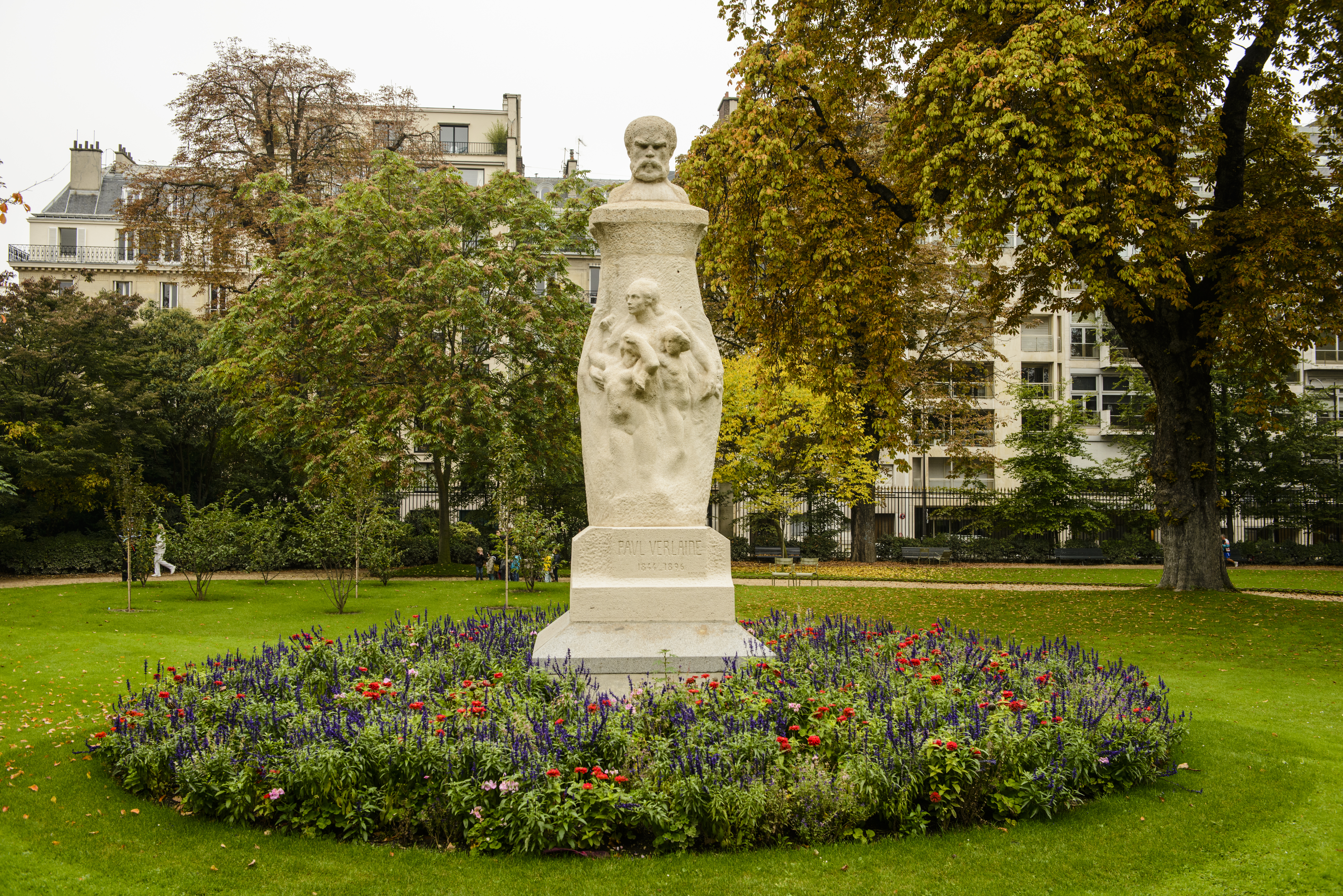
Buste de Verlaine au Jardin du Luxembourg

Un hommage à Verlaine est organisé au Jardin du Luxembourg à Paris, devant le monument réalisé par Auguste de Niederhauser-Rodon, le dernier samedi du mois de mai. Cette tradition perdure depuis le 28 mai 1911, date de l'inauguration. 
De même, à Metz, un hommage est rendu au poète chaque 30 mars pour le jour de sa naissance. On passe une cravate au cou de son buste intitulé "Pauvre Lélian", œuvre de James Vibert, inaugurée en 1925.

La première Société d'amis de Verlaine, fondée en 1921 par Gustave Kahn et dont faisait partie Maurice Barrès, représentait les amis lorrains fervents de Paul Verlaine.